# Окони (округ, Южная Каролина)
Округ Окони (англ. Oconee County) располагается в штате Южная Каролина, США. Административным центром округа является город Уолхалла.
По состоянию на 2010 год, численность населения составляла 74 273 человека.

## История
Округ Окони был официально образован в 1868 году эпоху Реконструкции Юга законодательным органом штата Южная Каролина. 

## География
В соответствии с данными указанными на сайте центрального статистического органа страны — Бюро переписи населения США, общая площадь округа Окониравняется 1745,662 км2, из которых 1618,752 км2 занимает суша и 124,320 км2 или 7,150% приходится на водную поверхность.

### Соседние округа
- Округ Джэксон, Северная Каролина, граничит с севера.
- Округ Трансилвейния, Северная Каролина, с северо-востока.
- Округ Пикенс, Южная Каролина, с востока.
- Округ Андерсон, Южная Каролина, с юго-востока.
- Округ Харт, Джорджия, с юга.
- Округ Франклин, Джорджия, с юга.
- Округ Стивенс, Джорджия, с юго-запада.
- Округ Хабершем, Джорджия, с запада.
- Округ Рейбун, Джорджия, с запада.
- Округ Мейкон, Северная Каролина, с северо-запада.

## Население
По данным переписи населения 2000 года в округе проживает 66 215 жителей в составе 27 283 домашних хозяйств и 19 589 семей. Плотность населения составляет 41,00 человек на км2. На территории округа насчитывается 32 383 жилых строений, при плотности застройки около 20,00-ти строений на км2. Расовый состав населения: белые — 89,14 %, афроамериканцы — 8,38 %, коренные американцы (индейцы) — 0,22 %, азиаты — 0,35 %, гавайцы — 0,02 %, представители других рас — 1,06 %, представители двух или более рас — 0,82 %. Испаноязычные составляли 2,36 % населения независимо от расы.
В составе 28,50 % из общего числа домашних хозяйств проживают дети в возрасте до 18 лет, 57,80 % домашних хозяйств представляют собой супружеские пары проживающие вместе, 10,10 % домашних хозяйств представляют собой одиноких женщин без супруга, 28,20 % домашних хозяйств не имеют отношения к семьям, 24,70 % домашних хозяйств состоят из одного человека, 9,50 % домашних хозяйств состоят из престарелых (65 лет и старше), проживающих в одиночестве. Средний размер домашнего хозяйства составляет 2,40 человека, и средний размер семьи 2,85 человека.
Возрастной состав округа: 22,90 % моложе 18 лет, 8,00 % от 18 до 24, 27,40 % от 25 до 44, 26,20 % от 45 до 64 и 26,20 % от 65 и старше. Средний возраст жителя округа 40 лет. На каждые 100 женщин приходится 96,70 мужчин. На каждые 100 женщин старше 18 лет приходится 93,50 мужчин.
Средний доход на домохозяйство в округе составлял 36 666 USD, на семью — 43 047 USD. Среднестатистический заработок мужчины был 31 032 USD против 22 156 USD для женщины. Доход на душу населения составлял 18 965 USD. Около 7,60 % семей и 10,80 % общего населения находились ниже черты бедности, в том числе — 14,00 % молодежи (тех, кому ещё не исполнилось 18 лет) и 12,90 % тех, кому было уже больше 65 лет.